# Жаргон
Жарго́н (фр. jargon — «наречие; испорченный язык», от галло-ром. *gargone — «болтовня») — социолект; отличается от общеразговорного языка специфической лексикой и фразеологией, экспрессивностью оборотов и особым использованием словообразовательных средств, но не обладающий собственной фонетической и грамматической системами.
Жаргони́зм — жаргонное слово или выражение.
Часть жаргонной лексики — принадлежность не одной, а многих (в том числе и уже исчезнувших) социальных групп. Переходя из одного жаргона в другой, слова их «общего фонда» могут менять форму и значение: «темнить» в арго — скрывать добычу, потом — хитрить (на допросе), в современном молодёжном жаргоне — говорить непонятно, увиливать от ответа.
Лексика жаргона строится на базе литературного языка путём переосмысления, метафоризации, переоформления, звукового усечения, а также активного усвоения иноязычных слов и морфем и путём внутриязыковых заимствований, в частности, из уголовного арго в школьный жаргон или сленг хиппи. Например: «крутой» — модный, деловой, «хата» — квартира, дом, «баксы» — доллары, «тачка» — автомобиль, «драпануть» — побежать, «чувак» — парень (из цыганского языка). В современном языке жаргон получил широкое распространение, особенно в языке молодёжи и СМИ.
Социальный жаргон впервые возник в XVIII веке у дворян («салонный» жаргон; например, «плезир» — удовольствие).

## Профессиональный жаргон
Профессиональный жаргон используется группой людей, объединённых по профессиональному признаку. Часто представляет собой набор упрощённых (сокращённых, укороченных или образных) слов для обозначения понятий и терминов, часто используемых людьми определённого круга занятий (общепринятые литературные и точные термины, как правило, длинны и потому неудобны для применения в устной речи, либо вовсе не существуют). Существует практически во всех профессиональных группах людей. По способам словообразования аналогичен «обычному» жаргону, но служит не только для выражения принадлежности индивидуума к профессиональной группе, но и для ускорения устного общения и взаимопонимания.

## Примеры жаргонов
- Военный жаргон
- Журналистский жаргон
- Компьютерный сленг
  - Игровой жаргон
  - Сетевой жаргон
- Молодёжный сленг
- Радиолюбительский жаргон
- Уголовный жаргон